# FF Andromedae
Désignations
FF Andromedae (en abrégé FF And) est une binaire spectroscopique de la constellation d'Andromède. Elle a une magnitude apparente de 10,4, mais subit des éruptions qui peuvent augmenter sa luminosité d'environ une magnitude.

## Système
Les deux étoiles de FF Andromedae sont des naines rouges de la séquence principale de type spectral M1Ve, ce qui signifie que le spectre montre de fortes raies spectrales. Les lignées identifiées sont Hα et CaII. Ils ont une masse totale de 1,10 M☉ et sont tous deux verrouillés par les marées, donc leur période de rotation est égale à la période orbitale de 2,17 jours.
Le composant secondaire ne doit pas être confondue avec l'étoile de magnitude 13 répertoriée dans le catalogue d'étoiles doubles de Washington sous le nom de WDS J00428+3533B et parfois appelée GJ 29.1B, qui n'est qu'une étoile géante en visibilité directe beaucoup plus éloignée que FF Andromedae. La désignation GJ 29.1B est également appliquée à la naine rouge secondaire dans la binaire spectroscopique proche.

## Variabilité
FF Andromedae montre une variabilité régulière au cours d'une période de rotation, typique des étoiles variables de type BY Draconis, mais augmente occasionnellement sa luminosité lors éruption stellaire. De petites variations d'amplitude, à des échelles de temps de plusieurs minutes, ont également été rapportées pendant la phase de repois. Des creux faibles, mais significatifs dans la courbe de lumière ont été détectés environ 25 minutes avant une grande éruption.